# Is dit nu later
Is dit nu later is het eerste studioalbum van Stef Bos.

## Achtergrond
Het album kwam uit in de herfst van 1990. De opnames vonden plaats in Studio Impuls in Herent. In februari van 1991 kwam de derde single van dit album uit: Papa. Door dit nummer kent al snel een groot publiek zijn naam, het is een hit in Nederland en België. Het album wordt dubbel platina. Door dit album mocht Stef Bos twee prijzen in ontvangst nemen: een Edison en de Zilveren Harp.

## Nummers
| Nr. | Titel                | Schrijver(s)             | Duur |
| --- | -------------------- | ------------------------ | ---- |
| 1.  | De stilte            | Stef Bos                 | 3:25 |
| 2.  | Wat een wonder       | Stef Bos                 | 3:15 |
| 3.  | Afscheid             | Stef Bos                 | 3:11 |
| 4.  | We doen het zelf wel | Roland Keyaert, Stef Bos | 3:20 |
| 5.  | Is dit nou later     | Stef Bos                 | 3:33 |
| 6.  | De eenvoud           | Stef Bos                 | 3:26 |
| 7.  | Gek zijn is gezond   | Stef Bos                 | 3:04 |

| Nr. | Titel                 | Schrijver(s) | Duur |
| --- | --------------------- | ------------ | ---- |
| 1.  | Als dat genoeg is     | Stef Bos     | 3:36 |
| 2.  | Papa                  | Stef Bos     | 3:11 |
| 3.  | Vroeger is voorbij    | Stef Bos     | 3:55 |
| 4.  | Wodka                 | Stef Bos     | 3:28 |
| 5.  | Hier vertrok de trein | Stef Bos     | 3:09 |
| 6.  | M’n hart gevolgd      | Stef Bos     | 2:11 |

## Meewerkende muzikanten
- Bas – Bert Candries
- Drums – Marc Bonne
- Gitaar – Eric Melaerts
- Piano – Alain Van Zeveren
- Saxofoon – Pietro Lacirignola
- Trompet en bugel – Patrick Mortier
- Diverse instrumenten - Yannick Fonderie
- Producer - Roland Verlooven